# میرچئا فراتیسا
میرچئا فراتیسا (رومانیایی: Mircea Frățică؛ ‏ تلفظ رومانیایی: [ˈmirt͡ʃe̯a]؛ زادهٔ ۱۴ ژوئیه ۱۹۵۷) جودوکار اهل رومانی بود.
وی در مسابقات کشوری و بین‌المللی در مجموع برندهٔ ۱ مدال طلا، ۳ مدال برنز شده‌است.